# Azilia (Tetragnathidae)
Azilia là một chi nhện trong họ Tetragnathidae.

## Các loài
Phân loại World Spider Catalog (version 16.5, 13/12/2015)
- Azilia affinis O. Pickard-Cambridge, 1893
- Azilia boudeti Simon, 1895
- Azilia eximia (Mello-Leitão, 1940)
- Azilia formosa Keyserling, 1881
- Azilia guatemalensis O. Pickard-Cambridge, 1889
- Azilia histrio Simon, 1895
- Azilia marmorata Mello-Leitão, 1948
- Azilia montana Bryant, 1940
- Azilia rojasi Simon, 1895
- Azilia vachoni (Caporiacco, 1954)

Phân loại The World Spider Catalog (version 16.0, 2015)
- †Azilia hispaniolensis Wunderlich, 1988